# Kalter Knoten
Ein „Kalter Knoten“ ist ein szintigrafischer Befund (hypofunktioneller Bezirk/Knoten) an der Schilddrüse. Die Bezeichnung „kalter Knoten“ bezieht sich auf die reduzierte oder nicht vorhandene Fähigkeit des Gebiets, radioaktives („heißes“) Jod oder Technetium aufzunehmen. Kalte Knoten produzieren wenig oder keine Schilddrüsenhormone Trijodthyronin (T3) und Thyroxin (T4).

## Erklärung

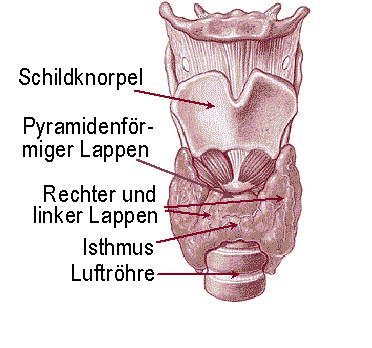
Abb. 1 Anatomie der Schilddrüse
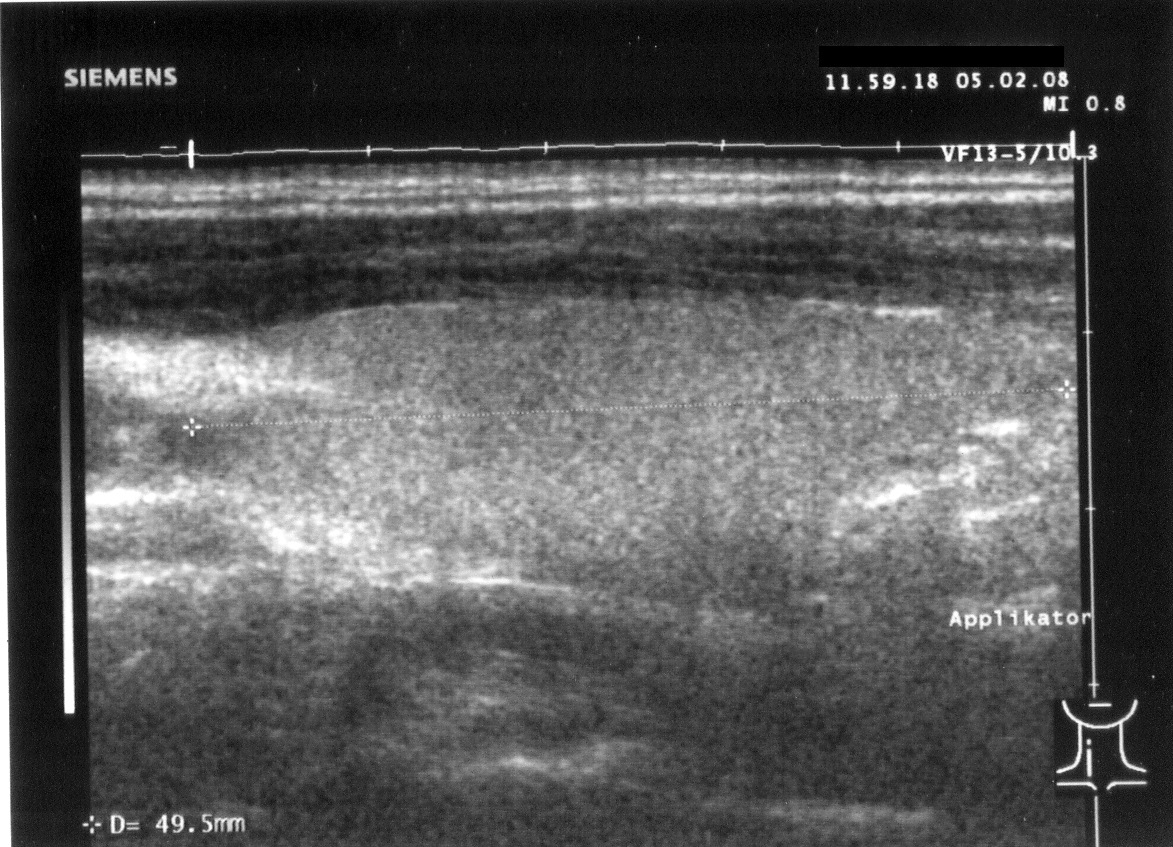
Abb. 2 Ultraschallbild: Rechter Lappen (Längsschnitt)
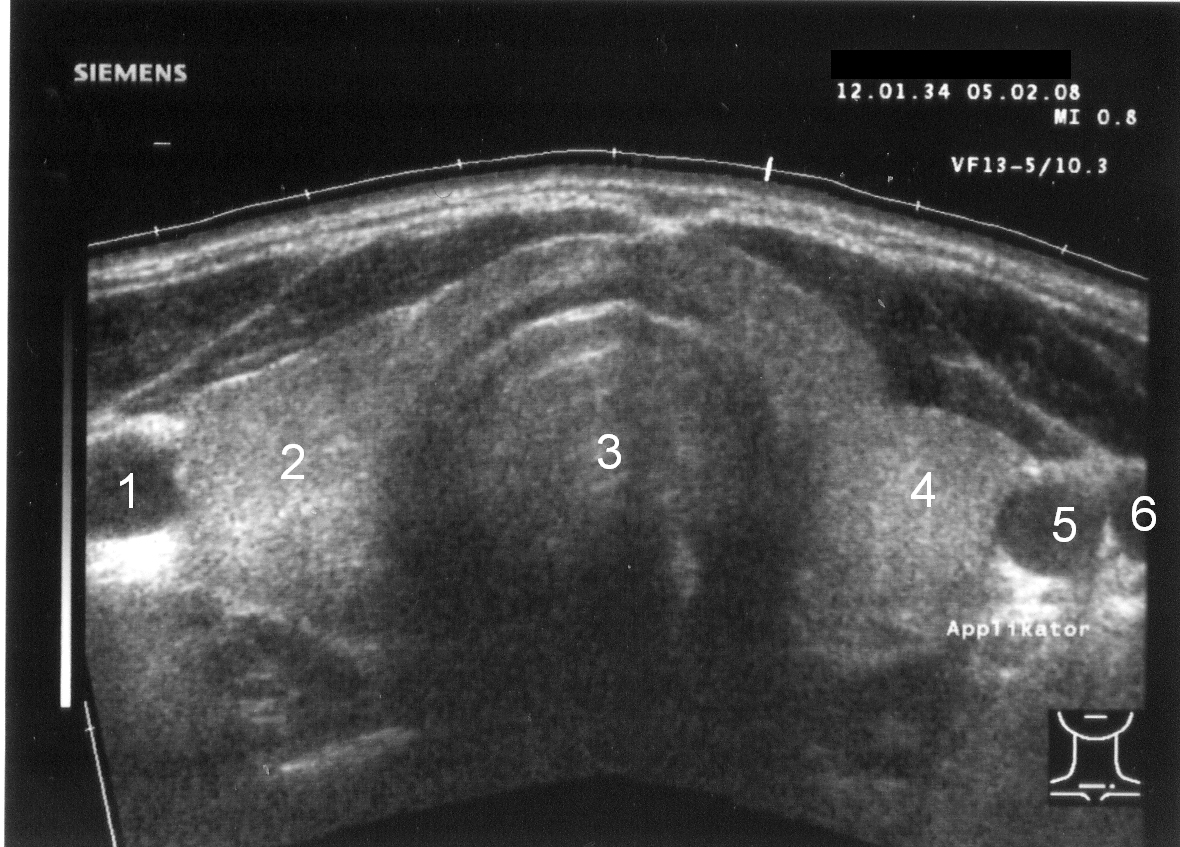
Abb. 3 Ultraschallbild: Schilddrüse im Querschnitt
Abb. 4 Kalter Knoten (im anatomischen Bezug dargestellt)

Als „kalter Knoten“ wird also letztendlich ein Bereich der Schilddrüse bezeichnet, der sich in der Szintigraphie nicht darstellt.
Abbildung 1 zeigt die grundsätzliche Anatomie der Schilddrüse. Sie ist sonographisch gut erkennbar (s. Abb. 2 und 3).
Der in Abbildung 4 dargestellte Fall kalter Knoten zeigt eine rechtsbetonte Darstellung der Schilddrüse. Die Untersuchung war aufgrund eines Struma Grad 3 durchgeführt worden. Auffällig war die Diskrepanz zwischen der sonographisch dargestellten Vergrößerung der Schilddrüsenlappen und dem Befund in der Szintigraphie; der untere Teil des rechten Lappens und der laterale Teil des linken fehlen im Szintigramm, obwohl dort sonographisch nachweislich Schilddrüsengewebe vorhanden ist. Diese fehlende Darstellung vorhandenen Schilddrüsengewebes ist das Charakteristikum des "kalten Knotens".

## Ergänzungsuntersuchungen

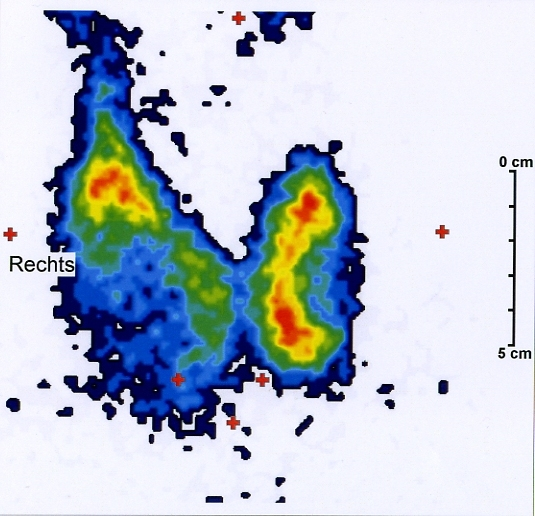
Je ein kalter Knoten im rechten und linken Schilddrüsenlappen.

(→ Hauptartikel Untersuchung der Schilddrüse)
Eine ausführliche Anamnese klärt, ob eine familiäre Vorbelastung vorliegt, wann der Knoten zum ersten Mal auffällig wurde und ob seither ein Wachstum stattgefunden hat. Ein schnelles Wachstum kann auf eine maligne Geschwulst hindeuten. Bei der palpatorischen Untersuchung werden Lage, Größe, Konsistenz und Beweglichkeit des Knotens überprüft. Ist die Konsistenz derb und der Knoten nicht schluckverschieblich, kann das auf eine maligne Geschwulst hindeuten. Bei der Sonographie erscheint ein kalter Knoten häufig echoreduziert im Vergleich zum umgebenden, echonormalen Schilddrüsengewebe. Allerdings kommen auch echoreiche oder gemischte Knoten vor sowie echofreie Zysten. Schlecht abgegrenzte und gleichzeitig echoarme Knoten können auf eine maligne Geschwulst hindeuten. (Bei der Schilddrüsenszintigraphie, die ab einem sonographischen Knotendurchmesser von 1 cm vorgenommen wird, ist der Befund eines kalten Knotens erst zu stellen, wenn der Knoten wenig bis überhaupt kein radioaktives Nuklid aufnimmt. Bei dem Nachweis eines kalten Knotens ist dann eine weiterführende Untersuchung, z. B. die Feinnadelpunktion zur Gewinnung von Material zur zytologischen Untersuchung, notwendig.)

## Bedeutung
Ein kalter Knoten ohne gleichzeitige Hypothyreose ist häufig ein Zufallsbefund bei beispielsweise gleichzeitig vorhandener Struma, oder er wird vom Patienten selbst ertastet. Patienten mit einem oder mehreren kalten Knoten müssen nicht gezwungenermaßen eine Schilddrüsenunterfunktion (Hypothyreose) aufweisen. In der Regel kompensiert das gesunde Schilddrüsengewebe die fehlende Hormonabgabe des kalten Knotens und stellt die Versorgung mit Schilddrüsenhormonen sicher.
Bei einem kalten Knoten besteht abhängig von Größe und Verlauf eine gewisse Wahrscheinlichkeit, dass ein Schilddrüsenkrebs vorliegt (im Fall von Abb. 4 bei etwa 10 %).
Das Vorgehen nach der Entdeckung eines kalten Knotens richtet sich nach der Ursache.